# Instytut Języka Tureckiego
Instytut Języka Tureckiego (tur. Türk Dil Kurumu, TDK) – autorytatywna instytucja zajmująca się regulacją języka tureckiego, założona 12 lipca 1932 roku i mająca swą siedzibę w Ankarze – stolicy Turcji. Instytut ma za zadanie regulowanie i standaryzację języka tureckiego oraz innych języków tureckich. Wydaje również swój słownik języka tureckiego – Güncel Türkçe Sözlük.